# Mario Korbel

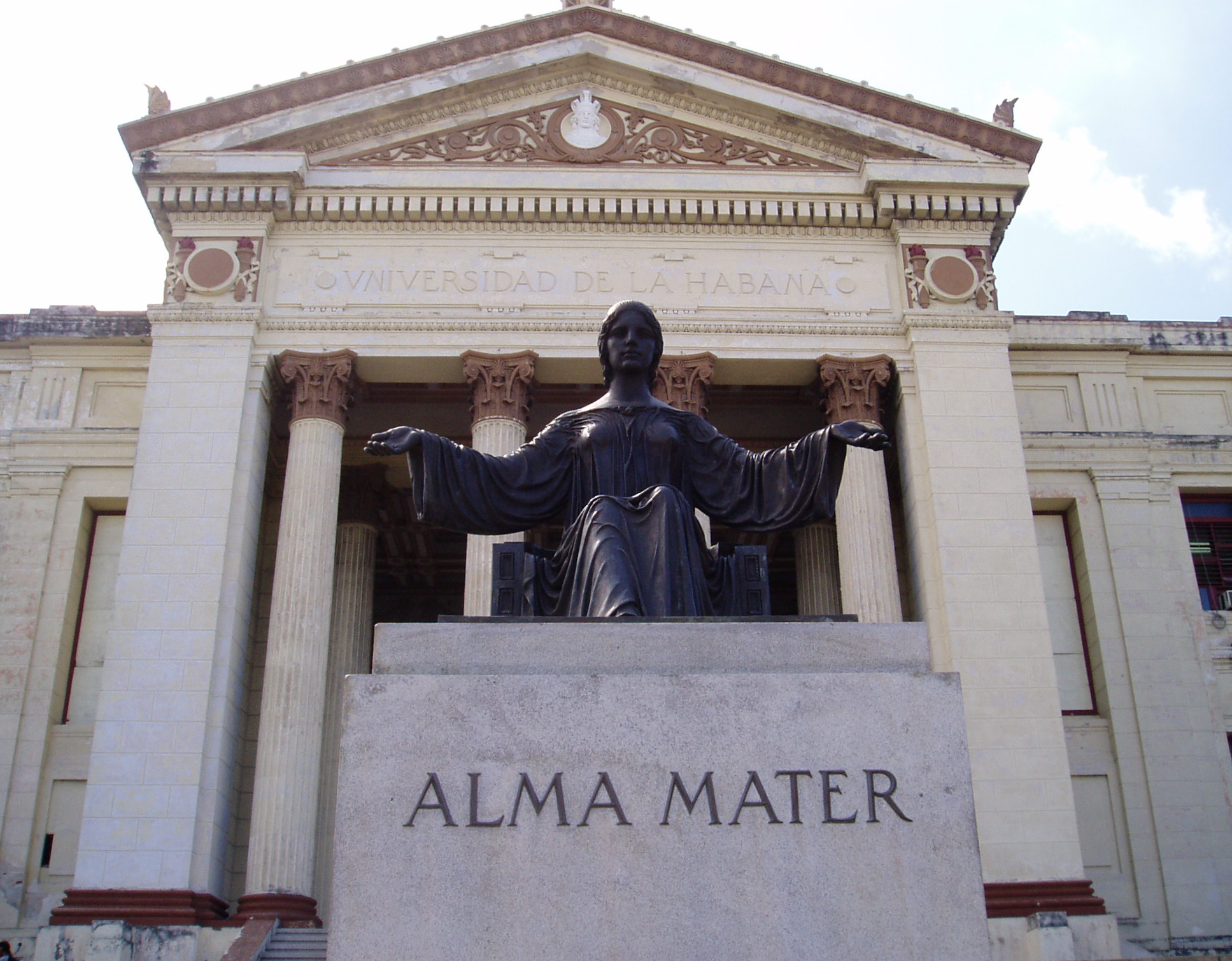
L'Alma Mater a l'entrada de la Universitat de l'Havana

Mario Korbel va ser un escultor txec, nascut a Osík, Imperi Austrohongarès (actualment República Txeca) el 22 març 1882. Als disset anys, sense mitjans econòmics per poder estudiar a Praga, es trasllada als Estats Units. Posteriorment estudia escultura a Múnic ia París. Va ser el creador, el 1919, de l'estàtua de l'Ànima Mater de la Universitat de l'Havana, Cuba, època en què es trobava radicat a l'Havana. Va morir el 31 de març de 1954 